# Bolívar (Bermúdez)
Pour les articles homonymes, voir Bolívar.
Bolívar est l'une des cinq paroisses civiles de la municipalité de Bermúdez dans l'État de Sucre au Venezuela. Sa capitale est Playa Grande.